# Red Grange
Harold Edward „Red“ Grange (* 13. Juni 1903 in Forksville, Pennsylvania; † 28. Januar 1991 in Lake Wales, Florida), Spitzname: The Galloping Ghost war ein US-amerikanischer American-Football-Spieler in der National Football League (NFL).

## Jugend
Der als drittes Kind eines Vorarbeiters eines Holzfällerlagers geborene Grange wuchs zunächst in Pennsylvania auf. Er hatte noch drei Brüder. Nachdem seine Familie nach Wheaton, Illinois umgezogen war, wurde sein Vater Polizeichef in der Stadt. Seine Mutter starb, als er fünf Jahre alt geworden war und er, sowie seine Brüder, wurden vom Vater erzogen. Grange genoss eine strenge Erziehung, wurde aber von seinem Vater bei seinen sportlichen Ambitionen unterstützt. Bei einer Untersuchung des sechsjährigen Grange wurden durch den Arzt ungewöhnliche Herzgeräusche festgestellt. Er sollte eigentlich an keinen sportlichen Aktivitäten teilnehmen. Sein Vater zweifelte diese Diagnose an, brachte den Jungen zu einem anderen Arzt, dessen Diagnose negativ verlief. Der Junge war gesund und konnte daher bereits auf der Schule dem American-Football-Sport, aber auch anderen Sportarten nachgehen. Bereits auf der High School entwickelte sich Grange zu einem schnellen Läufer, er schaffte die 100-Yards-Strecke in 9,8 Sekunden.

## Spielerlaufbahn

### Collegekarriere
Grange besuchte die University of Illinois at Urbana-Champaign. Sein Studium mussten die Familie und er selbst bezahlen. Auf der High School hatte Grange nebenbei gearbeitet und sich das Geld für das Studium verdient. Diese Arbeiten wären auch beinahe das Ende seiner noch jungen Karriere gewesen. Beim Abladen von Eisblöcken aus einem Lkw fuhr das schwere Fahrzeug über sein Bein, dieses wurde jedoch nicht abgetrennt – er konnte sich schnell von seiner Verletzung erholen. Grange war aufgrund der Geldnöte gezwungen an einem nahegelegenen College zu studieren.

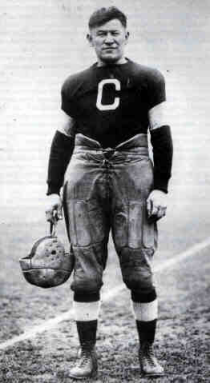
Jim Thorpe

Grange spielte am College von 1923 bis 1925. 1923 wurde seine Mannschaft Meister in ihrer Liga. Er stellte während seiner Spielzeit in Urbana-Champaign zahlreiche Rekorde auf und galt damals als bester Collegefootballspieler aller Zeiten, was im Jahr 2008 vom amerikanischen Fernsehsender ESPN bei deren Wahl bestätigt wurde. Im Jahr 1924 war er an einem der legendärsten Spiele der Collegefootballgeschichte direkt beteiligt. Vor über 66.000 Zuschauern spielte sein Team gegen die University of Michigan. Grange trug den ersten Ball des Spiels als Kickoff-Return 95 Yards weit in die Endzone von Michigan. Er erzielte vier weitere Touchdowns über 67, 54, 44 und 13 Yards, warf einen Touchdownpass und trug so zum 39:14-Sieg seiner Mannschaft bei. Der dreimalige All-American Grange entwickelte sich zu einem landesweit bekannten Footballstar, der regelmäßig die Footballstadien füllte und so Begehrlichkeiten bei den Profimannschaften weckte, die damals noch eine Randerscheinung im Footballsport waren und auf wenig öffentliche Notiz stießen. Das letzte Spiel von Grange im Collegesport wurde von 90.000 Zuschauern verfolgt, einen Tag danach erklärte er – nachdem sein Manager die Zusicherung erhalten hatte zukünftig an den Zuschauereinnahmen beteiligt zu sein – weiterhin als Profi spielen zu wollen.
Die Spielweise von Grange, dessen großes Vorbild Jim Thorpe war, wurde vom amerikanischen Sportjournalisten Grantland Rice wie folgt beschrieben:
„Grange läuft wie Nurmi, bewegt sich wie Dempsey, beinahe ohne jede Anstrengung, huscht, saust und flitzt umher wie Schatten. Da gibt es kein Kräftesammeln für einen letzten zusätzlichen Schub. Da gibt es nur dieses spielerische, geistergleiche Schlängeln und Gleiten auf federleichten Beinen, mit einem Körper, der sich in einer Tempoänderung von den Hüften lösen kann, anschließend zu einem Halt kommt und sofort wieder die vorherige Geschwindigkeit aufgreift, alles in einem perfekten Zusammenspiel von Gehirn und Muskelapparat.“
Seinen Spitznamen erhielt Grange von einem weiteren Sportjournalisten aus Chicago – dem damals auch als Schriftsteller tätigen Warren Brown, der beim Chicago Herald-Examiner beschäftigt war.

### Profikarriere
Fünf Tage nach seinem letzten Collegespiel lief Grange während der laufenden Saison vor der NFL-Rekordkulisse von 36.000 Zuschauern für die von George Halas trainierten Chicago Bears auf. Das Spiel gegen die Chicago Cardinals endete 0:0. Auch die weiteren Spiele erbrachten erhebliche Zuschauereinnahmen. Das letzte Spiel der Saison wurde bei den New York Giants vor 65.000 Zuschauern (nach anderen Quellen vor 73.000 Zuschauern) bestritten, brachte den Bears einen 19:7-Sieg ein und rettete die in Geldnöten befindlichen Giants vor dem Ruin.

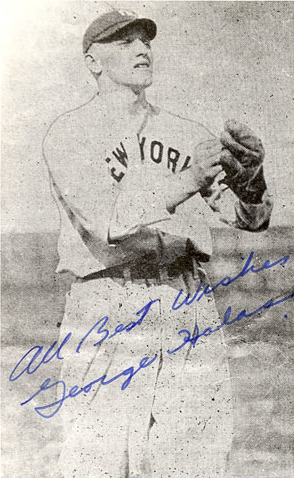
George Halas

Die Saison war für Grange auch finanziell ein voller Erfolg. Sein Anteil an den Zuschauereinnahmen betrug 100.000 US-Dollar, von denen allerdings sein Manager 50 % für sich behielt. Für einen Profifootballspieler war dies eine riesige Summe. Normalerweise wurden die Spieler pro Spiel bezahlt und die Gage lag selten über 100 US-Dollar für ein Spiel. Die Bears zeigten sich ob ihres wirtschaftlichen Erfolgs ebenfalls beeindruckt und hängten an die Saison eine Gastspielreise an. Sportlich war die Reise wenig erfolgreich, wirtschaftlich brachte sie Grange weitere Einnahmen in einer Höhe von insgesamt 100.000 US-Dollar. Nebenbei drehte Grange noch zwei Stummfilme One Minute to Play und A Racing Romeo, was ihm ein weiteres Einkommen bescherte.

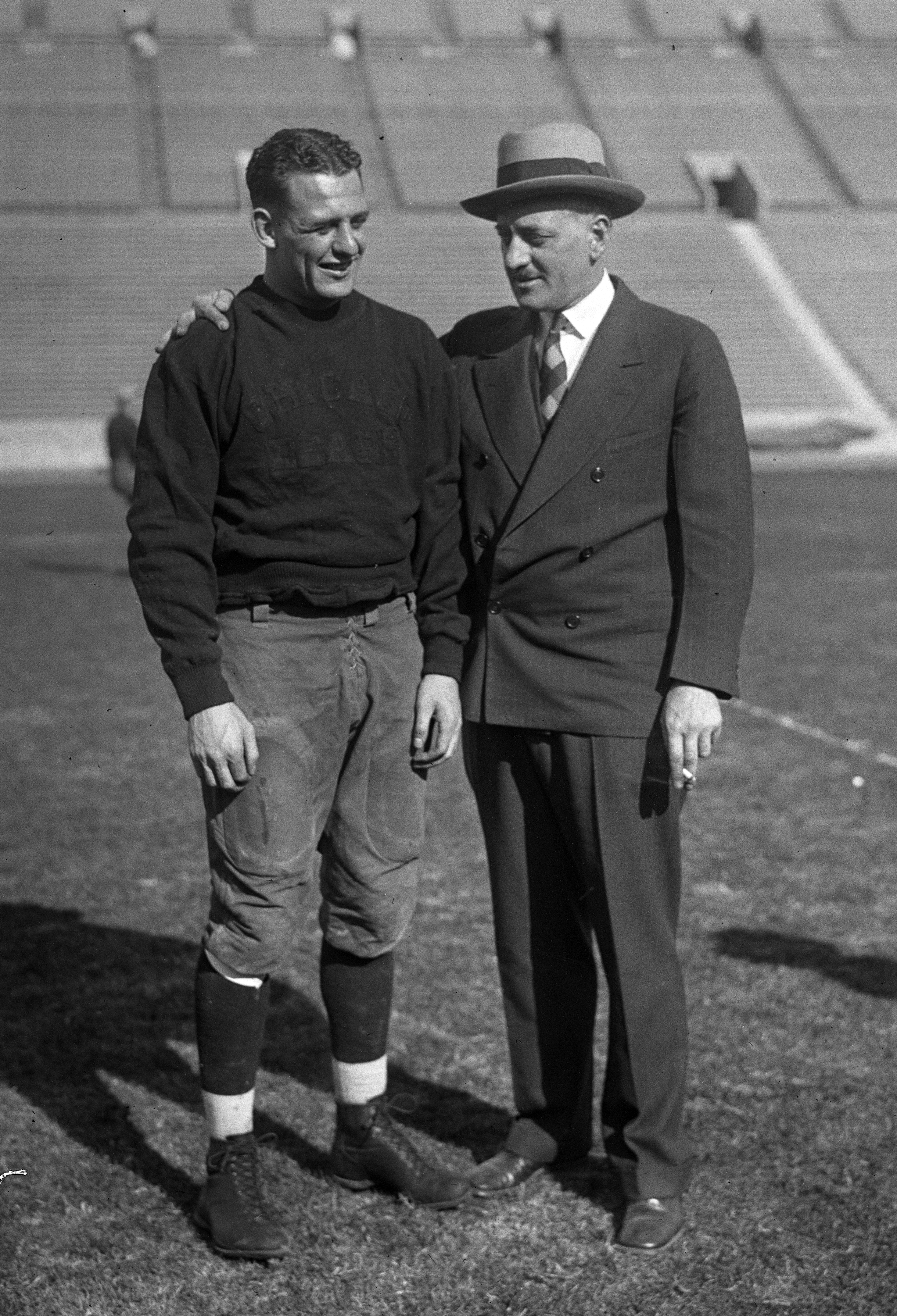
Red Grange (links) und Manager C. C. Pyle (1923)

Nach der finanziell erfolgreichen ersten Saison erlebte die Karriere von Grange einen Knick. Grange hatte keinen direkten Spielervertrag mit den Bears, sondern war vertraglich an seinen Manager Charlie Pyle gebunden. Pyle forderte ab der Saison 1926 neben der üblichen Beteiligung an den Zuschauereinnahmen ein Drittel Miteigentumsanteil an den Bears, was von Halas und seinem Mitinhaber rundherum abgelehnt wurde. Pyle entschloss sich daher 1926 eine Konkurrenzliga zu gründen, die allerdings aufgrund von finanziellen Schwierigkeiten ein Jahr später den Spielbetrieb wieder einstellen musste. Das neue Profiteam von Grange, die New York Yankees wurde nach diesem Jahr in die NFL übernommen, ging nach einem weiteren Spieljahr allerdings ebenfalls in Konkurs. Für Grange kam erschwerend hinzu, dass er sich 1927 in einem Spiel gegen die Bears schwer am Knie verletzte und 1928 daher aussetzen musste.

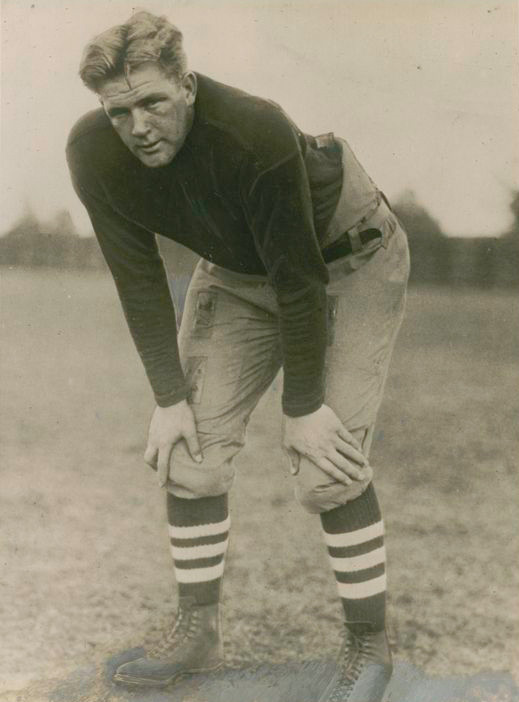
Ernie Nevers

Nach seinem zwei Jahre andauernden Gastspiel bei den New York Yankees, bei denen er überwiegend als Blocking Back gespielt hatte, kehrte Grange 1929 zu den Bears reuevoll zurück. Seine alleinige Dominanz in der NFL und bei den Bears hatte Grange allerdings verloren. Seine 1927 erlittene Knieverletzung hatte ihm die Wendigkeit genommen und behinderte ihn beim Spiel. Das NFL-Konkurrenzteam der Bears, die Chicago Cardinals, holte mit Ernie Nevers 1929 einen weiteren Footballstar nach Chicago. Ferner stand ab 1930 mit Bronko Nagurski bei den Bears ein neuer Collegefootballstar unter Vertrag, der sich zu einem Spitzenspieler im Profisport entwickeln sollte.
Grange und Nagurski sahen sich allerdings nicht als Konkurrenten und ergänzten sich hervorragend, wobei Grange vermehrt Spielzeit in der Defense der Bears erhielt. 1932 wurde von den Bears mit dem End Bill Hewitt, ein weiteres späteres Mitglied in der Pro Football Hall of Fame verpflichtet und es folgte die erste Meisterschaft. Im Jahr 1933 konnten die Bears dann ihre zweite Meisterschaft gewinnen. Die Bears konnten die Giants im Endspiel mit 23:21 besiegen, mussten sich aber im folgenden Jahr den Giants mit 13:30 geschlagen geben, nachdem sie in der regular Season noch alle ihre 13 Spiele gewonnen hatten. Grange beendete 1935 seine Laufbahn. In einem inoffiziellen Footballspiel wurde er bei einem Lauf von einem normalerweise wesentlich langsameren Linebacker eingeholt und zu Fall gebracht. Er entschloss sich daher, seine Karriere zu beenden.

## Ehrungen

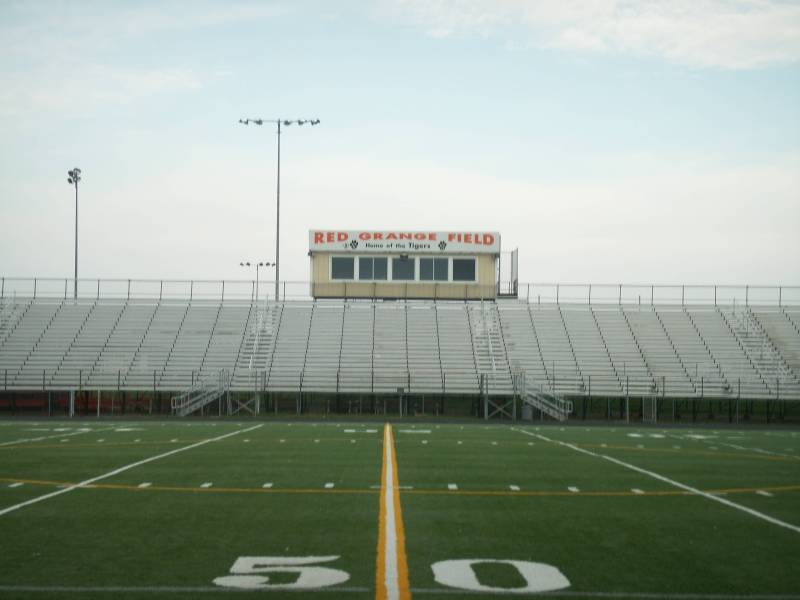
Red Grange Field in Wheaton

Grange wurde dreimal zum All Pro gewählt. Er ist Mitglied im NFL 1920s All-Decade Team, in der Hall of Fame seines Colleges, in der Pennsylvania Sports Hall of Fame, seit 1963 in der Pro Football Hall of Fame und seit 1951 in der College Football Hall of Fame. Seine Rückennummer wurde von den Bears und von seinem College gesperrt. Zum 100-jährigen Bestehens des Collegefootballs wurde Grange von amerikanischen Sportjournalisten als einziger Spieler 1969 ohne Gegenstimmen in das All-American-Team gewählt. Die Zeitschrift The Sporting News wählte ihn zu einem der 100 besten Profifootballspieler aller Zeiten. Das Stadion einer High School in seiner Heimatstadt wurde nach ihm benannt. Die dortige Footballmannschaft trägt seinen Namen. Sein College stellte am Stadion eine Bronzestatue von Grange auf. 1978 führte er beim Super Bowl XII den Münzwurf durch. Bis zu diesem Zeitpunkt wurde dies ausschließlich von den Schiedsrichtern vorgenommen. Der Fernsehsender ESPN wählte Grange zu einem der besten 100 nordamerikanischen Athleten aller Zeiten.

## Abseits des Spielfelds
Neben seinen beiden Spielfilmen drehte Grange 1931 noch eine 12-teilige Serie mit dem Namen The Galloping Ghost. Daneben arbeitete er bis 1963 als Analyst von Spielen der Bears, sowie von Collegefootspielen, beim amerikanischen Radio und Fernsehen. Grange lernte 1941 während eines Fluges seine spätere Ehefrau kennen, die Stewardess bei der Fluggesellschaft gewesen ist. Das Paar blieb kinderlos. Zusätzlich zu seiner Tätigkeit als Analyst wurde Grange ein erfolgreicher Geschäftsmann und war im Versicherungs- und Immobilienwesen tätig. Der Bruder von Red Grange Garland stand von 1929 bis 1931 bei den Bears als Footballspieler unter Vertrag. Grange litt in seinen letzten Lebensjahren an der Parkinson-Krankheit und starb an einem Herzinfarkt. Seine Leiche wurde eingeäschert. Die Grabstätte ist unbekannt.